# Willie's Magic Wand
Willie's Magic Wand er en britisk stumfilm fra 1907 af Walter R. Booth.